# Floral Shoppe
Floral Shoppe (Japonés: フローラルの専門店, Hepburn: Furōraru no Senmon-ten) es el noveno álbum de estudio de la productora estadounidense Vektroid bajo el alias de Macintosh Plus, lanzado el 9 de diciembre de 2011 por el sello discográfico independiente Beer on the Rug. Es su noveno álbum de larga duración y fue uno de los primeros lanzamientos de la década de 2010 del género vaporwave en ganar popularidad en internet. Desde entonces Floral Shoppe ha sido considerado por algunos, el álbum definitorio del estilo vaporwave.

## Antecedentes y composición
El alias de Vektroid para Floral Shoppe era Macintosh Plus, llamado así por la computadora del mismo nombre. El álbum se cita con frecuencia como un ejemplo del entonces emergente genero vaporwave originado en internet, junto con obras de otros artistas lanzados por el sello discográfico Beer on the Rug. Antes de Floral Shoppe, Ramona Andra Xavier había producido otros lanzamientos de chillwave y vaporwave bajo múltiples seudónimos incluyendo Vektroid, Laserdisc Visions, dstnt y New Dreams Ltd.
El material sampleado a lo largo del álbum incluye varias canciones del álbum de estudio de 1993 del grupo New Age, Dancing Fantasy Worldwide. Varias canciones de funk y R&B de la década de 1980, especialmente la toma de Diana Ross de "It's Your Move", la banda sonora del videojuego de 1997, Turok: Dinosaur Hunter y de la banda de rock suave, Pages.

### Lisa Frank 420 / Modern Computing

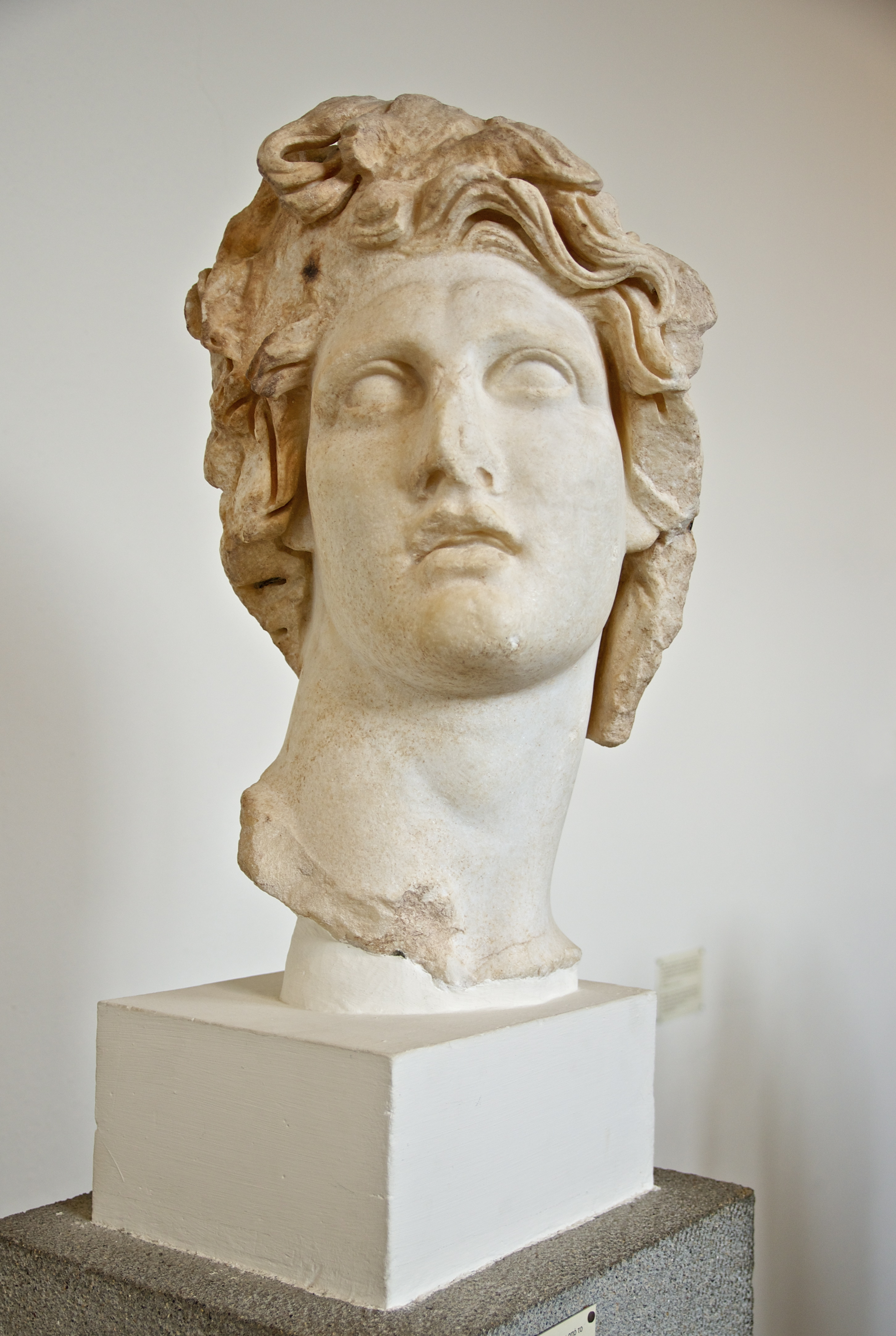
El elemento más característico de la portada del álbum es una escultura representando al dios del sol griego, Helios.

La segunda canción del álbum, "リサフランク420 / 現代のコンピュー" (Lisa Frank 420 / Modern Computing), se ha convertido casi en sinónimo del término "vaporwave" dentro del discurso popular. La canción tuvo más de 40.5 millones de visitas en YouTube antes de ser derribada el 27 de abril de 2018, debido a reclamos de derechos de autor de Sony Music, y ha generado muchas portadas. La canción fue re-subida más tarde en YouTube el 11 de mayo de 2018, teniendo actualmente poco más de 16 millones de visitas.

## Lanzamiento

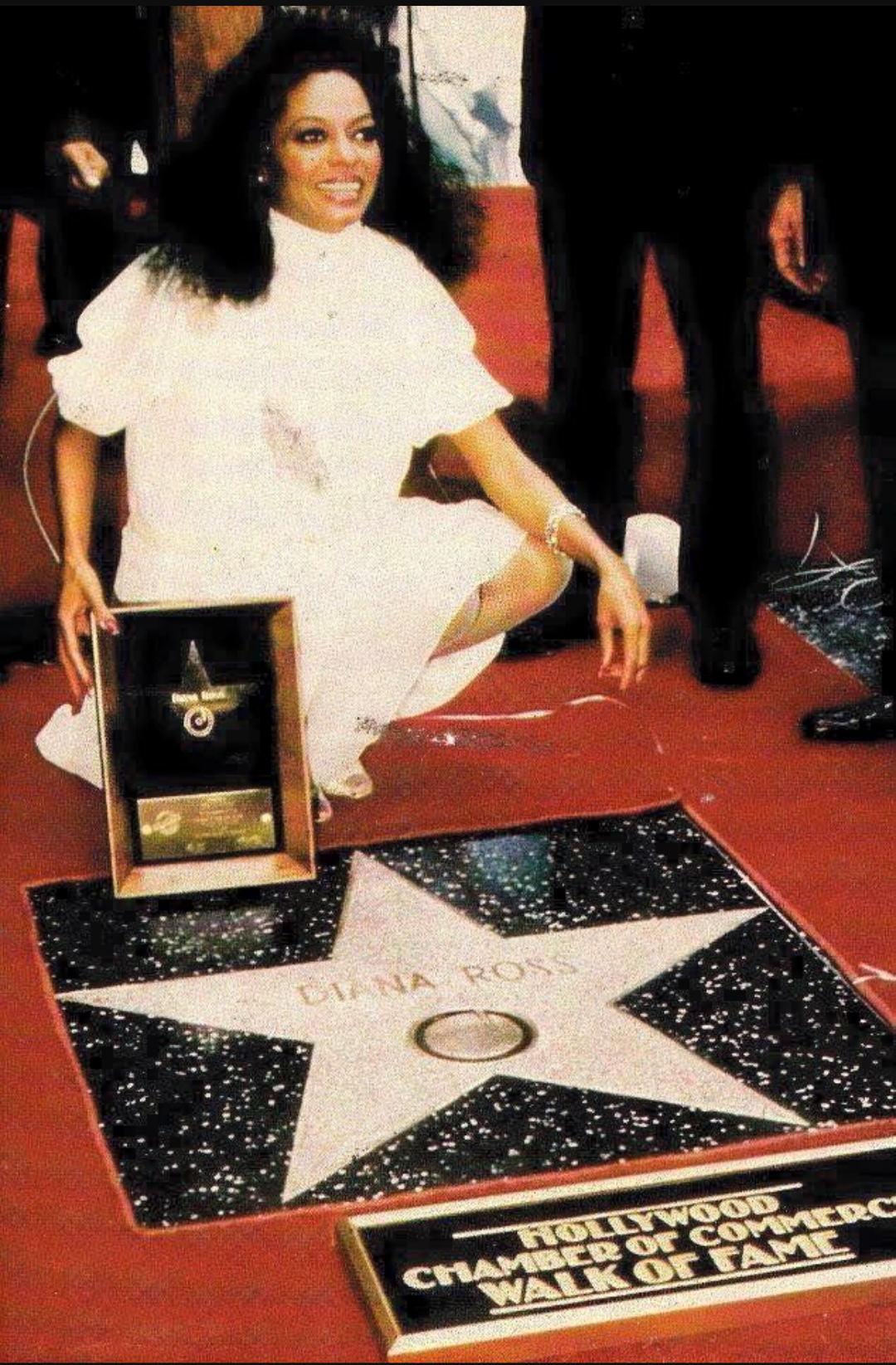
La canción It's Your Move de la cantante estadounidense Diana Ross, fue sampleada para la canción リサフランク420 / 現代のコンピュー, la mas destacada del álbum y reconocida del genero vaporwave.

Floral Shoppe fue lanzado digitalmente a la tienda de música Bandcamp de Vektroid el 9 de diciembre de 2011 por el sello discográfico independiente Beer on the Rug. Todos los títulos de las canciones del álbum están escritos en japonés. Recibió una considerable popularidad en línea, convirtiéndose eventualmente en "el lanzamiento de vaporwave más promocionado en Internet". Beer on the Rug más tarde anunció un relanzamiento del álbum en formato de casete. La edición en casete, limitada a 100 copias, incluye dos bonus tracks no encontrados en la edición digital y un código para descargar el álbum. Varias canciones aparecen en formas editadas y/o cruzadas, mientras que "Library" y "Mathematics" aparecen a velocidades más lentas que las versiones encontradas digitalmente. Vektroid más tarde lanzó una línea de camisetas sin mangas y sudaderas con capucha con una variación de la portada del álbum Floral Shoppe.
El 6 de agosto de 2017, el sello discográfico Olde English Spelling Bee, con sede en Nueva York, anunció una versión oficial de Floral Shoppe en vinilo. Incluía un póster desplegable y una tarjeta de descarga para una copia digital del álbum que incluía un bonus track solo para descarga.

## Recepción
Floral Shoppe se encontró con una recepción polarizarte de los críticos y los oyentes ocasionales por igual. Jonathan Dean de Tiny Mix Tapes escribió positivamente de Floral Shoppe, citando el álbum como "uno de los mejores documentos individuales de la escena de vaporwave hasta ahora, una serie de manipulaciones distanciadas pero conmovedoras de audio encontrado que construye cuidadosamente su propio espacio de cabeza meditativo a través de la cuidadosa acumulación de disparadores de memoria desfamiliarizados".
 

En la encuesta anual de fin de año pazz & jop para los críticos de los álbumes, administrado por The Village Voice, el álbum recibió dos votos. Miles Bowede de Perfect Sound Forever citó a Floral Shoppe como uno de sus mejores álbumes de fin de año. También fue nombrado el sexto mejor álbum del año por Tiny Mix Tapes, con el crítico James Parker opinando que "se deslizó a la perfección entre el placer pop puro y el encuadre irónico de ese placer, la presencia del artista en turnos apenas perceptible y dramáticamente en primer plano". Evaluando la influencia de Floral Shoppe en vaporwave, junto con el declive percibido del género, Parker escribió:
En muchos sentidos, New Dreams Ltd., el apodo paraguas de Macintosh Plus, 情報デスクVIRTUAL, Laserdisc Visions y Sacred Tapestry, encarnó el género mejor. No solo proporcionó algunos de los lanzamientos más esenciales de Vaporwave, sino que también se retiró en el momento justo... 2012 no fue solo el año en que se rompió vaporwave; también fue el año en que se agotó: se transformó, cambió de marca, sus practicantes siguieron adelante. Sin embargo, si algún lanzamiento de sencillo merece ser recordado, es sin duda Floral Shoppe. Desde el principio, destacó no sólo por su ingeniosa unión de lo conceptual con lo sensual sino también por su desempeño de la inseparabilidad entre ambos.

## Legado
Floral Shoppe ha sido anunciado como uno de los álbumes más significativos en los primeros días de vaporwave. En una revisión retrospectiva, Adam Downer de Sputnikmusic caracterizó el álbum como "constantemente y deliciosamente inquietante" y "un hermoso disco que es a la vez cálido y extraño, nostálgico y futurista, extraño y totalmente simple". Escribiendo para Pitchfork, Miles Bowe concluyó: "Nada podría cambiar o mejorar su sonido que, incluso después de miles de sonidos, no ha perdido nada de su poder de destrucción de la percepción". Vice (Noisey) incluyó Floral Shoppe en su clasificación de los 100 mejores álbumes de la década de 2010.

## Lista de canciones
Lanzamiento digital en 2011
| 2011 digital release | |          |  |
| N.º                  | Título | Duración |  |
| 1.                   | «Boot» (ブート Būto)                                                                                         | 3:24     |  |
| 2.                   | «Lisa Frank 420 / Modern Computing» (リサフランク420 / 現代のコンピュー Risa Furanku 420 / Gendai no Konpyū) | 7:20     |  |
| 3.                   | «Floral Shoppe» (花の専門店 Hana no Senmon-ten)                                                              | 3:55     |  |
| 4.                   | «Library» (ライブラリ Raiburari)                                                                             | 2:43     |  |
| 5.                   | «Geography» (地理 Chiri)                                                                                     | 4:46     |  |
| 6.                   | «Chill Divin' with ECCO» (ECCOと悪寒ダイビング ECCO to Okan Daibingu)                                        | 6:42     |  |
| 7.                   | «Mathematics» (数学 Sūgaku)                                                                                  | 6:54     |  |
| 8.                   | «Standby» (待機 Taiki)                                                                                       | 1:10     |  |
| 9.                   | «Te» (て) | 2:16     |  |

Reedición digital en 2012
| 2012 digital reissue |                                                               |          |  |
| N.º                  | Título                                                        | Duración |  |
| 10.                  | «Moon» (月 Tsuki; sin titulo en el lanzamiento original)      | 6:14     |  |
| 11.                  | «Seabed» (海底 Kaitei; sin titulo en el lanzamiento original) | 2:18     |  |

Lanzamientos limitados de casetes de 2012 y vinilo/digital de 2017
| 2012 cassette and 2017 vinyl/digital releases | |          |  |
| N.º                                           | Título | Duración |  |
| 1.                                            | «Boot» (ブート Būto)                                                                                         | 3:21     |  |
| 2.                                            | «Lisa Frank 420 / Modern Computing» (リサフランク420 / 現代のコンピュー Risa Furanku 420 / Gendai no Konpyū) | 7:12     |  |
| 3.                                            | «Floral Shoppe» (花の専門店 Hana no Senmon-ten)                                                              | 3:18     |  |
| 4.                                            | «Library» (ライブラリ Raiburari)                                                                             | 2:47     |  |
| 5.                                            | «Geography» (地理 Chiri)                                                                                     | 4:38     |  |
| 6.                                            | «Chill Divin' with ECCO» (ECCOと悪寒ダイビング ECCO to Okan Daibingu)                                        | 6:23     |  |
| 7.                                            | «Mathematics» (数学 Sūgaku)                                                                                  | 7:31     |  |
| 8.                                            | «Foreign Banks Aviation» (外ギン Aviation Soto Gin Aviation)                                                 | 2:30     |  |
| 9.                                            | «I Am Pico» (ピコ "Piko")                                                                                    | 2:03     |  |
| 10.                                           | «Standby» (待機 Taiki)                                                                                       | 1:10     |  |
| 11.                                           | «Te» (て) | 2:02     |  |

Bonus track del lanzamiento digital del 2017
| 2017 digital release bonus track |        |          |  |
| N.º                              | Título | Duración |  |
| 12.                              | «Zone» | 4:10     |  |